# Отвал Рейн Эльба
Отвал Рейн Эльба, или «Небесная лестница» (нем. Halde Rheinelbe, «Himmelstreppe») – историческая достопримечательность, находящаяся в районе города Гельзенкирхен (Германия). Это бывшая шахта Рейн Эльба высотой около 110 м, на вышке которой находится каменная постройка – некий ориентир простирающейся вокруг местности.

## Краткая информация
Активную добыча угля в шахте Рейн Эльба началась в 1861 г. Однако спустя век, в 1999 году, на этом месте работы прекратились. С того момента отвал стал одной из главных достопримечательностей города.
В сохранение реликвии снесенной шахты, на вершине «Небесной лестницы» немецкий художник Герман Приганн создал 12-метровую конструкцию из бетонных блоков весом до 18 тонн. С этого места простирается панорамный вид, который выходит далеко за пределы Рурской области.
В настоящий момент отвал Рейн Эльба – одно из популярных мест отдыха в регионе. Рядом с бывшей шахтой располагается лесная зона. Местные жители называют ее «скульптурной» из-за находящихся там остатков промышленного завода, поросших мхом и плющом, и различных произведений искусства из камней и дерева. Автором этих проектов также является Герман Приганн.